# Xiuladora crestada
La xiuladora crestada (Oreoica gutturalis) és una espècie d'ocell de la família dels oreoícids (Oreoicidae) i única espècie del gènere Oreoica Gould, 1838.

## Hàbitat i distribució
Habita boscos, matolls i mallee de les regions àrides d'Austràlia i Tasmània, però absent de zones tropicals i altres espais humids.